# Il padrone della città
Il padrone della città (Игра на чужом поле) è un romanzo di Aleksandra Marinina pubblicato nel 1993, rappresenta il libro d'esordio del personaggio letterario di Anastasija Pavlovna Kamenskaja (Nastja), trentenne ispettrice della polizia di Mosca. Nastja comparirà in successivi 14 romanzi.

## Trama
A differenza di altri luoghi dell'ex Unione Sovietica la città di Y prospera grazie alla pacificazione operata dal magnate-capomafia Denisov.
L'apprezzato e lussuoso centro benessere "Girasoli" è frequentato da ricchi clienti, la poliziotta Nastja Kamenskaja è capitata li per caso per una terapia riabilitativa.
Si troverà coinvolta in casi di omicidio, sfruttamento della prostituzione e cinematografia pornografica; la polizia locale inizialmente non apprezzerà il suo contributo, sarà però ufficiosamente ingaggiata da Denisov che non può tollerare criminalità (che non sia la sua) nella città.

## Opere derivate
Il romanzo ha dato origine all'episodio Kamenskaya: Igra na chuzhom pole, uscito nel 2000 nella serie televisiva dedicata a Anastasia Kamenskaya.

## Edizioni in italiano
- Aleksandra Borisovna Marinina, Il padrone della città, traduzione di Margherita Crepax, Piemme, Casale Monferrato 1998